# Premi Nacional de Medi Ambient
El Premi Nacional de Medi ambient és concedit anualment pel ministeri de Medi Ambient d'Espanya des de 1986. Es concedeixen diversos premis alguns dels quals porten els noms de destacats naturalistes, com ara Félix Rodríguez de la Fuente o Lucas Mallada.

## Guardonats
1986
- Premi Nacional de Medi ambient "Felix Rodríguez de la Fuente de la Conservació de la Naturalesa": Javier Francisco Blasco Zumeta

1991
- Premi Nacional de Medi ambient: Eduardo Martínez de Pisón
- Esment especial del Premi Nacional de Medi ambient: Joaquín Araujo Ponciano

1992
- Seprona

1997
- Premi Nacional per als Mitjans de comunicació: Joaquín Araujo Ponciano

1998
- Premi Nacional per a modalitat de persona física: Pedro Costa Morata
- Premi Nacional per a modalitat d'ONG: AEMS-Ríos con Vida
- Premi Nacional per als Mitjans de comunicació: Julen Rekondo Bravo
- Esment honorífic: «Empresa Municipal de Transports de Madrid».

2000
- Premi Nacional “Lucas Mallada d'Economia i Medi ambient”: José Manuel Naredo Pérez
  - Esment honorífic: L'Ajuntament d'Oriola.
- Premi Nacional de Medi ambient Aqua: Centre d'Estudis Hidrogràfic Cedex
- Premi Nacional de Medi ambient "Felix Rodríguez de la Fuente de la Conservació de la Naturalesa":Francisco Díaz Pineda

2001
- Premi Nacional de Medi ambient Aqua: Conselleria d'Obres Públiques i Urbanismes de la Generalitat Valenciana
- Premi Nacional “Lucas Mallada d'Economia i Medi ambient”: Diego Azqueta Oyarzun i Carlos Romero López
- Premi Nacional de Medi ambient "Felix Rodríguez de la Fuente de la Conservació de la Naturalesa": Miguel Delibes de Castro i esment especial per a Juan Varela Simó
- Premi Nacioanl de Medi ambient i Empresa: Caixa d'Estalvis del Mediterrani
- Premi Nacional de Parcs nacionals: Borja Cardelus Muñoz-Seca

2002
- Premi Nacional de Medi ambient Aqua: Grup d'Emissaris Submarins i Hidràulica Ambiental de la Universitat de Cantàbria
- Premio Nacional “Lucas Mallada d'Economia i Medi ambient”: Pablo Campos Palacín, (Investigador del CSIC)
- Premi Nacional "Félix Rodríguez de la Fuente de Conservació de la Naturalesa" compartit entre l'associació WWF/Adena i Xavier Pastor.[2]
- Premi Nacional “Empresa i Medi ambient”: COATO (Societat Cooperativa de Comercialització Agrària).
- Premi Nacional de Periodisme Ambiental: Gustavo Catalán, (periodista d'El Mundo)

2003
- Premi Nacional “Lucas Mallada d'Economia i Medi ambient”: Ramón Tamames
- Premi Nacional de Medi ambient "Felix Rodríguez de la Font de la Conservació de la Naturalesa": Mónica Fernández-Aceytuno
- Premi Nacional de Medi ambient Aqua: Narigota
- Premi Nacional José Antonio Valverde (pare del Parc nacional de Doñana) i Javier de Sebastián, (primer director-conservador del Parc nacional de Covadonga)
- Premi Nacional Periodisme Ambiental: és aequo a Silvia García, (Antena 3 Televisió), i Javier Grégori, de la (cadena SER)

2004
- Premi Nacional de Medi ambient "Felix Rodríguez de la Fuente de la Conservació de la Naturalesa": Ecologistes en Acció i Martí Boada i Juncà.[3]
- Premi Nacional "Lucas Mellado d'Economia i Medi ambient": Federico Aguilera Klink.
- Premi Nacional Periodisme Ambiental: ex aequo D. Antonio Cerillo i D. José María Montero Sandoval

2005
- Premi Nacional "Lucas Mallada" d'Economia i Medi ambient: Dª. Mª Carmen Gallastegui Zulaica.
- Premi Nacional Conservació de la Naturalesa: D. Mario Gaviria Labarta.
- Premi Nacional Periodisme Ambiental: ex aequo Dª Maria Josep Picó i Garcés i D. Arturo Larena Larena  Arxivat 2020-12-02 a Wayback Machine..

2007
- Premi Nacional:Empresa de Aceros Inoxidables de Las Tunas (ACINOX-Tunas).

2008
- Premi Nacional de Medi Ambient: El conceyu de Caso (Astúries)

2009
- Santiago José Rubio Jorge, economista i Fons Asturià per a la Protecció dels Animals Salvatges (FAPAS)[4]
- Esment d'honor "Félix Rodríguez de la Fuente de Conservació de la Naturalesa" a José Fernández Blanco, Fundació Oceana i Red de semillas "Resembrando e intercambiando".